# S&M (album)
Pour les articles homonymes, voir SM.
Albums de Metallica
Garage Inc.
(1998) St. Anger
(2003)
S&M (Symphony and Metallica), est un album du groupe de thrash metal Metallica. Il a été enregistré en direct au Berkeley Community Theatre avec l'Orchestre symphonique de San Francisco les 21 et 22 avril 1999 sous la direction de Michael Kamen.
Sur la pochette de l'album, le S, clé de sol stylisée représente l'Orchestre symphonique de San Francisco, alors que le M est dans le style utilisé pour dessiner le logo de Metallica. Le titre S&M joue sur l'ambiguïté avec l'abréviation anglo-saxonne du terme « sadomasochisme »[réf. nécessaire].

## Liste des titres
CD 1
1. The Ecstasy of Gold (2:30)
2. The Call of Ktulu (9:34)
3. Master of Puppets (8:54)
4. Of Wolf and Man (4:18)
5. The Thing That Should Not Be (7:26)
6. Fuel (4:35)
7. The Memory Remains (4:42)
8. No Leaf Clover (5:43)
9. Hero of the Day (4:44)
10. Devil's Dance (5:26)
11. Bleeding Me (9:01)

CD 2
1. Nothing Else Matters (6:47)
2. Until It Sleeps (4:30)
3. For Whom the Bell Tolls (4:52)
4. Minus Human (4:19)
5. Wherever I May Roam (7:01)
6. The Outlaw Torn (9:58)
7. Sad but True (5:46)
8. One (7:53)
9. Enter Sandman (7:39)
10. Battery (7:24)

## Vidéo
Metallica a également publié les concerts en DVD et VHS réalisés par Wayne Isham. La VHS ne contient que le concert, alors que le double DVD enregistré en 5.1 montre également un documentaire de 41 minutes au sujet du concert, deux versions de "No Leaf Clover" ("Slice & Dice" et "Maestro Edit"). Le DVD contient également quatre morceaux dans lesquels chaque membre du groupe peut être vu individuellement : "Of Wolf and Man", "Fuel", "Sad But True" et "Enter Sandman".